# الدوري الإنجليزي الممتاز 1993–94
الدوري الإنجليزي الممتاز 1993–94 (بالإنجليزية: 1993–94 FA Premier League)‏ هو موسم من الدوري الإنجليزي الممتاز. أقيم خلال الفترة 14 أغسطس 1993 وحتى 8 مايو 1994، وفاز فيه مانشستر يونايتد.